# Pomožna križarka
Pomožna križarka je oborožena trgovska ladja. Pojavile so se v času prve in druge svetovne vojne z namenom, da bi s svojim miroljubnim videzom preslepile nasprotnikove bojne ter trgovske ladje in se jim približale na majhno razdaljo ter jih nato napadale. Najpogosteje so jih uporabljali Nemci, z njimi so, največkrat pod tujo zastavo, prebili zavezniško pomorsko blokado in se odpravili na odprto morje kjer so lovili nemočne zavezniške trgovske ladje.
Da bi prikrile svoje delovanje ter se izmuznile dosti močnejšim nasprotnikovim silam so ladje uporabljale različne zvijače: uporabljanje zastav nevtralnih držav, spreminjanje imena, dodajanje ali odvzemanje dimnikov, spreminjanje barve ladje, itd. Prav zaradi teh zvijač je bilo ladje izredno težko identificirati, zato so se lahko nekatere kljub močnemu zavezniškemu nadzoru prebile vse do Avstralije in Nove Zelandije. Zavezniki so za njihov lov porabili ogromno sredstev, ki bi jih lahko uporabili na drugih bojiščih, kar kaže da so imele te ladje močan psihološki učinek na nasprotnika kljub temu, da je bilo njihovo število majhno njihov ulov v primerjavi s podmornicami pa zanemarljivo majhen.
Ladje so bile izredno dobro oborožene imele so vse od ladijskih topov različnih kalibrov, protiletalskih topov, torpedov, morskih min in izvidniških letal. Vse to orožje je bilo na ladji prikrito in ga je posadka uporabila, ko se je pomožna križarka nasprotnikovi ladji približala že na izredno majhno razdaljo. Ko je nasprotnikova ladja videla vse to orožje ji ni preostalo drugega kot da se preda.
V prvi svetovni vojni so bile najbolj zloglasne pomožne križarke SMS Wolf, SMS Mowe in SMS Seeadler, ki je bila zadnja nemška vojna ladja z jadri in parnim pogonom. Med drugo svetovno vojno pa so blestele: Atlantis, Pinguin in Kormoran. Svetovno znana je postala pomožna križarka Kormoran, ki se je v neenakem boju 19. novembra 1941 spopadla z avstralsko križarko HMAS Sydney in jo potopila brez enega samega preživelega, pri tem pa je bila v boju sama tako poškodovana, da se je posadka odločila da ladjo potopi.
Zavezniki so pomožne križarke uporabljali predvsem za prevoz čet in za lov na podmornice. Zadnje so uporabljali predvsem med prvo svetovno nekaj pa tudi med drugo. Poimenovali so jih Q-ladje, naloga teh ladij je bila da so sovražno podmornico, pod pretvezo nemočne trgovske ladje, zvabile v past ter jo napadle ko je ta to najmanj pričakovala.